# Modèle des ceintures d'écoulement

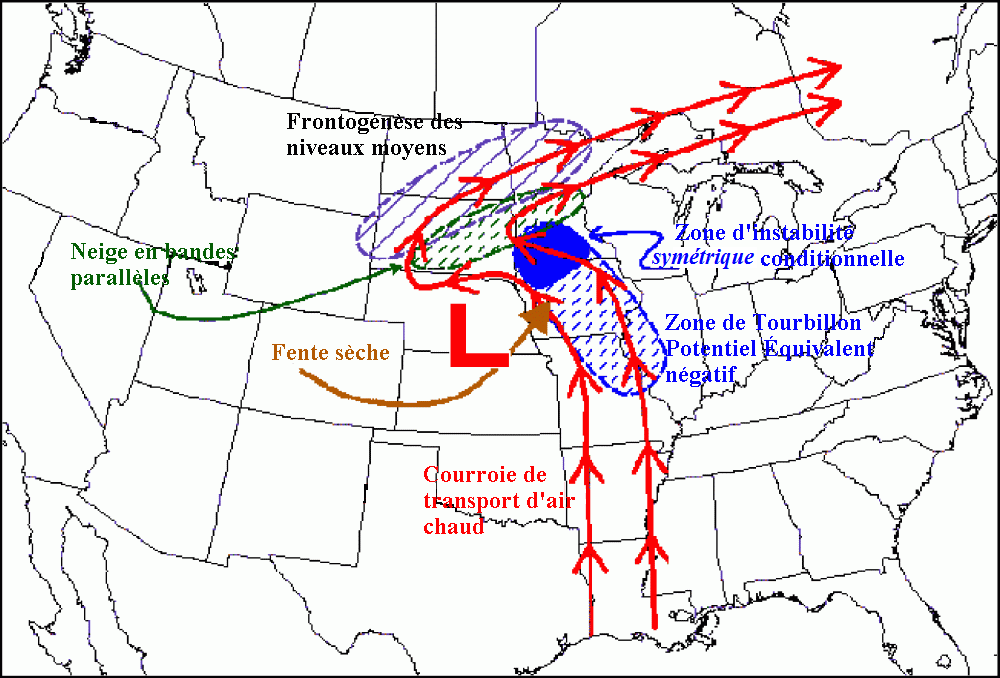
Ceintures d'écoulement lors d'une tempête de neige aux États-Unis avec association des zones de précipitations et d'instabilité.

Le modèle des ceintures d'écoulement est un modèle descriptif en météorologie classique qui explore la relation entre la configuration des principaux courants d’air autour d'une dépression des latitudes moyennes et les caractéristiques de l'atmosphère comme le courant-jet, les intrusions sèches et la circulation des masses nuageuses. Il fut développé comme un complément du modèle norvégien de cyclogénèse lorsque les photos des satellites météorologiques ont permis de suivre le mouvement en trois dimensions des nuages. 
Ce modèle met en évidence d'importants processus atmosphériques qui peuvent être avantageux pour effectuer la prévision météorologique. Il peut ainsi être utilisé pour déterminer la répartition générale de la température, évaluer l'ampleur de la couverture nuageuse, prévoir le retour de l’air humide, évaluer la stabilité de l'air, faire la prévision des vents, localiser les endroits propices à la cyclogenèse et comprendre la structure tridimensionnelle de l'atmosphère. Dans le cas des prévisions à court terme, il peut même aider le prévisionniste à affiner les sorties des prévisions numériques du temps.

## Modèle frontal
La distribution des nuages dans les modèles classiques de cyclogénèse, comme le modèle norvégien, comporte dans les stades initiaux la formation d’une dépression. Autour de celle-ci, il y a formation d’une bande de nuages stratiformes denses, en forme de croissant, situés en grande partie du côté froid des fronts de surface. L’air ascendant provient des bas niveaux du côté chaud des fronts. 
Typiquement, une vaste couverture nuageuse s’étend à l'avant du front chaud et une zone de nuages plus étroite s’étire le long du front froid. Ces nuages proviennent de la condensation de la vapeur d'eau dans la masse d'air relativement chaude soulevée de la basse troposphère, le long de la pente inclinée des fronts, dans le secteur chaud de la dépression en surface. Les précipitations sont généralisées à l'avant du front chaud mais les bords extérieurs de la région nuageuse consistent seulement en de minces couches de nuages supérieurs et moyens. La zone nuageuse près du front froid est plus mince et les précipitations sont de type convectif.
Les images satellitaires montrent que la formation d’une perturbation est souvent accompagnée d’une extension de la nappe de nuages, plus marquée dans et derrière le centre de basse pression en surface. La distribution des nuages à maturité prend la forme d’une virgule dans laquelle la tête nuageuse entoure autour de la dépression. Durant les phases plus avancées du développement de la dépression, des nuages stratiformes minces de bas niveau font le tour de la tête de virgule alors qu’une zone libre de nuages pénètre dans la région entre celle-ci et le front froid qui se détache du centre tourbillonnaire. Finalement, se produit la phase d’occlusion qui est facilement discernables quand les nuages forment une vaste spirale de nuages entourant le centre dépressionnaire.

Cyclonisation et développement où l'on voit la dépression (L) et des fronts.
Maturité.
Occlusion.
Dissipation.

## Modèle conceptuel des ceintures

### Structure verticale et mouvement

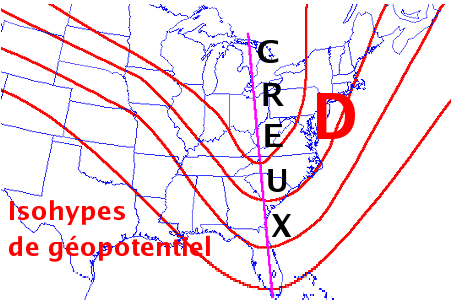
Creux en altitude et position d'une dépression (D) de surface sous celui-ci

Une dépression en surface se forme classiquement à l'avant d'un creux barométrique d'altitude comme dans l'image ci-contre. Les lignes représentent les isohypses et les vents se déplacent parallèlement à celles-ci. Alors que les vents en surface tournent de façon cyclonique (rotation dans le sens anticyclonique dans l'hémisphère nord et inverse dans l'hémisphère sud) autour du centre de la dépression, en altitude ils effectuent le trajet ondulatoire de gauche à droite montré dans l'image.
Ceci implique un changement de direction des vents avec l'altitude. Par exemple, une parcelle dans le quadrant sud-est de la dépression (à droite en bas de l'image) se déplace du sud vers le nord en surface, mais lorsqu'elle monte en altitude elle va plutôt du sud-ouest vers le nord-est. Si elle continue et quitte la zone de la dépression, elle finit par se dirige vers l'est. Si le même raisonnement est dans chaque quadrant de la dépression de surface, le changement de direction de la particule dépendra du quadrant et de la position de la dépression de surface par rapport au creux en altitude.

### Analyse isentropique
Au lieu de considérer les fronts comme dans le modèle norvégien, il est possible de considérer l'écoulement de l'air en mouvement vertical. À l'échelle des dépressions, appelée synoptique l'air se déplace montant ou descendant obéit à l'équilibre hydrostatique et adiabatiquement (sans échange de chaleur avec l'environnement). Ceci implique deux choses : le processus est relativement lent (quelques centimètres par seconde) et la parcelle d’air conserve toujours la même température virtuelle, la température qu'elle aurait si elle redescendait à la surface de pression de 1 000 hPa.
En utilisant comme hypothèse importante que le système se déplace régulièrement, sans changer de vitesse ou de forme, les météorologues ont pu soustraire vectoriellement la vitesse de phase du système de celle des vents mesurés par radiosondage. Ces vents relatifs au système permirent alors de construire une série de lignes de courant qui représentent les trajectoires des parcelles d’air de différentes provenances dans l’atmosphère en conservant leur température virtuelle. Ce type d’analyse isentropique relative a d’abord été utilisée par Eliassen et Kleinschmidt en 1957 et plus tard par Green et al., Carlson et Ludlam, Browning et ses associés (Browning et Harrold; Browning; Harrold; et par Atkinson et Smithson) pour étudier le mouvement des courants d’air dans les dépressions des latitudes moyennes.

Analyse isentropique.

Poussant plus loin son analyse, Carlson en a tiré le modèle des ceintures d'écoulement, ou de transport, qui fournit une image physique du mouvement de l’air dans les systèmes des latitudes moyennes. Une ceinture de transport peut être considérée comme des particules d'air provenant d'une région source commune qui se déplacent avec la circulation atmosphérique. Elle est une autre façon de représenter en trois dimensions les masses d'air de la surface d'un cyclone extra-tropical du modèle cyclonique norvégien. 
Les concepts qui s'appliquent aux masses d'air du modèle norvégien s'appliqueront également aux ceintures de transport coïncidentes. L'unique différence est que les ceintures de transport impliquent intrinsèquement un mouvement des masses d'air suivant une structure tridimensionnelle plus complexe. Les zones frontales dans ce modèle résultent alors de la confluence de courants d’air ayant des caractéristiques propres et provenant de régions très différentes et non de convergence localisée. 
La technique de l’analyse isentropique est utilisé pour suivre l’écoulement de l’air dans ces ceintures et aide à comprendre la configuration nuageuse telle que vue sur les images satellitaires des spectres visibles et infrarouges. Au lieu d'un carte météorologique conventionnelle montrant le niveau de pression et la température. Cette carte montre les lignes de fonctions de courants rencontrant les lignes grasses de température potentielle (selon leur niveau de pression) ou les lignes tiretées de rapport de mélange (contenue en eau). Ceci donne la pente de l'air froid ou de l'air chaud dans les zones d'advection.
Un système typique des latitudes moyennes contient trois principaux courants d’air d’origine tout à fait différente. Deux de ces courants proviennent des bas niveaux et le troisième arrive de la haute troposphère à l’ouest de l’axe du creux barométrique d'altitude. Ces trois ceintures de transport, telles que définies par Carlson par leur température potentielle équivalente ({\displaystyle \theta _{e}}) sont : 
- Ceinture chaude (θe relativement élevée)
- Ceinture froide (θe relativement plus faible)
- Ceinture sèche (initialement le courant sec et donc ayant la plus faible valeur de θe)

### Types

#### Ceinture d’écoulement chaude

Le modèle des ceintures d’écoulement divise les flux autour d'une dépression en trois ceintures de transport : ceinture chaude, ceinture froide et ceinture sèche. En vert sont indiqués les zones de confluence.

Le premier courant d’air s’appelle la ceinture d’écoulement chaude et provient de l'air chaud et humide dans les basses latitudes venant d’un anticyclone à l'est de la dépression de surface. L'air se dirigeant vers cette dernière doit graduellement tourner pour devenir du secteur sud dans l'hémisphère nord (du secteur nord dans hémisphère sud) vers le front chaud à bas niveau pour s’écouler à peu près parallèlement au front froid. 
En changeant ainsi de direction, l'air se trouve à être concentré ce qui le force ensuite à s’élever adiabatiquement, gardant la même température potentielle équivalente, en se dirigeant vers le front chaud. Ce mouvement est lent, de l'ordre de quelques centimètres par seconde, et l'air stratifié de manière stable produit des nuages stratiformes de grande étendue verticale, tel des nimbostratus.
La dépression en surface se retrouve juste à l'avant d'un creux en altitude. La circulation devient de plus en plus d'ouest en altitude comme l'image le montre. La parcelle d’air qui s’élève tourne donc graduellement dans le flux d'altitude de façon anticyclonique en passant au-dessus du front chaud pour joindre l’écoulement à haut niveau. 
Quand le système devient plus intense et que la dépression de surface se rapproche du creux en altitude, une partie du courant chaud tourne cycloniquement autour vers dépression même en altitude pour former une occlusion. Les nuages accompagnant cet écoulement le long du front froid et à l'ouest du front chaud forment la queue et le corps de la virgule nuageuse caractéristique d'une occlusion.

#### Ceinture d’écoulement froide
Le deuxième courant d’air s’appelle la ceinture d’écoulement froide et prend son origine dans l’écoulement anticyclonique à bas niveau à l’arrière d’un anticyclone en surface à l’avant de la dépression en surface. Cet air s’approche de la dépression et s’élève rapidement pendant son déplacement vers la dépression depuis la région en dessous de la ceinture d’écoulement chaude. Il continue à s’élever et tourne anticycloniquement avec la circulation à plus haute altitude. Il fusionne ensuite avec la ceinture d’écoulement chaude, ou se replie en dessous, dans la haute troposphère près de la crête. 
Les nuages à bas et à moyens niveaux associés à la partie de la ceinture d’écoulement froide située près de la dépression en surface forment l’extension arrière de la tête de la virgule. 

#### Courant sec
Le bord très net de la configuration nuageuse derrière la queue et la tête de la virgule, sont dus à la confluence de l’air humide et d’un troisième courant d’air principal. Ce troisième courant, que l’on appelle le courant sec, trouve son origine dans la haute troposphère loin derrière de la dépression en surface. 
Ce courant plus dense descend de façon isentropique vers la basse troposphère dans le creux d'altitude et se sépare en deux quand il rencontre la ceinture chaude. La partie cyclonique s’écoule parallèlement à la ceinture d’écoulement chaude et donne une zone libre de nuages. Un segment de courant-jet dont le cœur se trouve le long de la bordure de cette intrusion sèche s’étend le long de la ligne de confluence entre la ceinture d’écoulement chaude et le courant sec. Ce dernier finit par remonter au-dessus de même qu’autour de la masse de nuages moyens et supérieurs de la ceinture d’écoulement froide quand il la rencontre. La partie anticyclonique longe aussi la ceinture chaude mais à contre-courant.

## Nuages associés

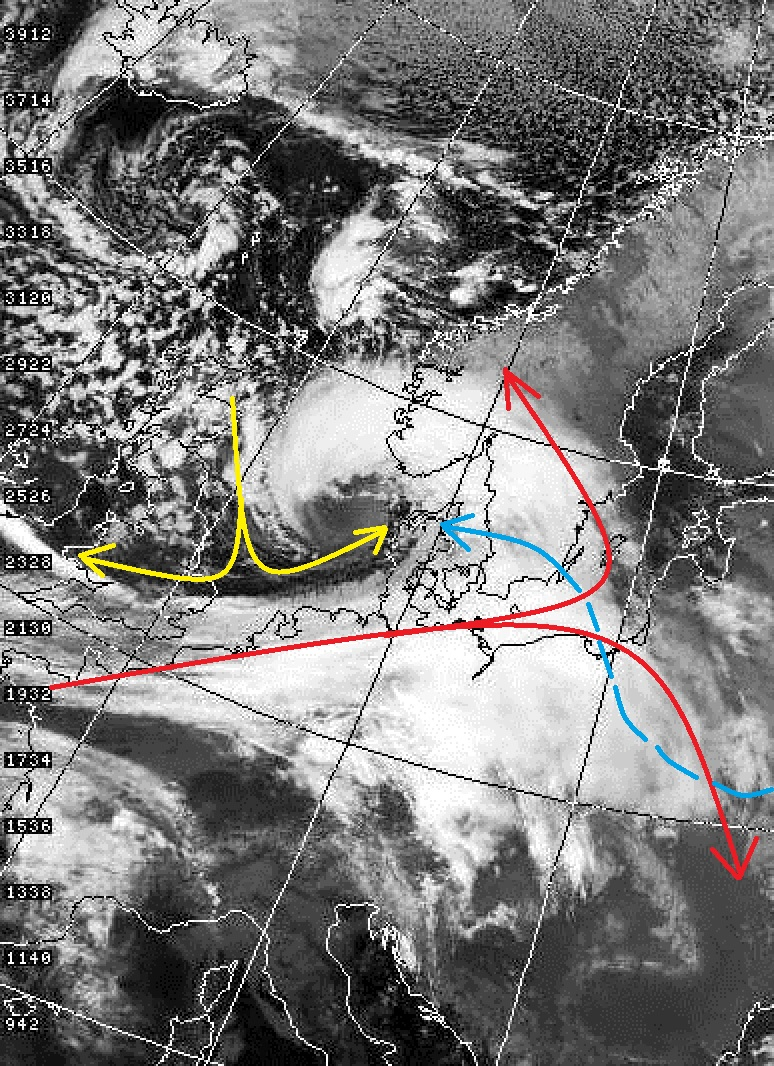
Masse nuageuse de la tempête Anatol qui montre la forme en tête de virgule d'une dépression mature. Les ceintures d'écoulement sont indiqués : chaude (rouge) froide (bleu) et sèche (jaune).

L'image ci-contre montre la position des ceintures d'écoulement et les nuages associés. Ils sont en général de type nimbostratus à l'avant du front chaud mais il peut également avoir des bandes plus intenses dues à la présence d'instabilité symétrique conditionnelle dans la portion se dirigeant vers la dépression. Dans la partie qui s'éloignent de la dépression, ils se terminent en bandes de cirrus qui se dissipe dans la crête en altitude.  Dans le secteur chaud, ils peuvent être stratiformes si la ceinture sèche est à l'ouest du front froid mais ils deviennent de nature convective (cumulus bourgeonnant ou même cumulonimbus) si elle passe de l'autre côté et amène de l'air froid et sec d'altitude.
Le sommet de la masse nuageuse de la ceinture d’écoulement froide est généralement à une plus faible hauteur que la bande nuageuse de la ceinture d’écoulement chaude. Ainsi, le bord arrière des nuages de la ceinture chaude surplombe les nuages de la ceinture froide ce qui est facilement reconnaissable sur les images satellitaires, en particulier quand l’angle du soleil est faible et que l’effet de gradins dans les niveaux des nuages est mis en relief par les ombres. La couche nuageuse de la ceinture d’écoulement froide s’étend vers la dépression presque perpendiculairement à la direction de la ceinture d’écoulement chaude, mais dans la direction de l’air froid. Ils sont de différents types selon que l'on est dans la zone du front chaud (stable) ou de l'occlusion (instable). Avec la maturation du système dépressionnaire, l’extension de ces nuages ce fait vers l’arrière la dépression. Avec l’extension de l’écran nuageux, une quantité appréciable de précipitations est alors retirée de la ceinture chaude et déposée dans de l’air relativement froid derrière la dépression.
La ceinture sèche, comme son nom l'indique, amène de l'air froid et sec des niveaux moyens. À cause du réchauffement adiabatique, l'air descendant s'assèche mais peut être plus froid que l'environnement ce qui rend la masse d'air instable. Juste à l'ouest du front froid, l'assèchement est maximal et c'est un secteur généralement ensoleillé mais plus loin du front, elle est caractérisée par un ciel de traîne

## Relations avec le modèle frontal
Dans l’approche des ceintures d’écoulement, les zones frontales sont considérées comme des frontières (ou des lignes de courant limites) entre des courants d’air. La zone frontale à l’avant du creux en altitude est associée à la confluence de courants d’air distincts dont les propriétés et la provenance géographique diffèrent grandement. Par conséquent, il existe une frontière nette le long de la ligne de confluence qui se manifeste par une discontinuité dans les nuages et l’humidité. 
Eliasssen, parmi plusieurs autres, a montré que la déformation confluente des isothermes mène à une rapide formation de fronts de température. D’autres ont montré que la déformation confluente dans la haute troposphère peut mener à la formation d’un front en altitude et à un pli dans la tropopause près du courant-jet, juste en aval de la crête,,. Dans cette région, une forte subsidence à la base de la stratosphère fait que des parties de la basse stratosphère se trouvent encastrées à l’intérieur du front dans la haute troposphère. 
Dans la basse troposphère, le front froid représente la frontière séparant la ceinture d’écoulement chaude du courant sec provenant des hauts niveaux à l’ouest du creux. Le front chaud est la frontière séparant la ceinture d’écoulement chaude et la ceinture d’écoulement froide. Les zones frontales à hauts niveaux et les courants-jets sont liés à la confluence de courants d’air, qui produit une démarcation nette dans la configuration nuageuse le long de la bordure de la queue de la virgule ainsi que le long de la bordure de l’écran de cirrus de courbure anticyclonique à l'avant de la dépression.

## Limitation
Il faut souligner que les courants d’air dont il est question dans cet article sont représentatifs de dépressions qui se déplacent lentement et dont le stade de développement change seulement graduellement. Comme avec tout modèle conceptuel, les trois ceintures d’écoulement peuvent souvent être une simplification excessive, et ceci est particulièrement vrai quand on essaie de représenter l’écoulement de l’air dans un système qui se déplace et se creuse rapidement.
De plus, la position et la relation entre les trois courants vont varier avec la maturation et la dissipation du système dépressionnaire. Les positions présentées ici sont celles près d'un système mature.